# Ultimo (miniserie televisiva)
Ultimo è una miniserie televisiva italiana, ispirata al libro Ultimo - Il capitano che arrestò Totò Riina, la regia è di Stefano Reali ed è stato trasmesso per la prima volta nel 1998 su Canale 5.

## Trama
Il tenente Roberto Di Stefano e il Maresciallo Riccardo Fortunato Cotone inseguono un latitante fino a un casolare senza però volerlo catturare, sperando che li conduca fino al super boss Salvatore "Totò" Partanna. Il loro intento fallisce in quanto il Procuratore Guido Baratta e diversi carabinieri erano già sul posto e intervengono per catturare il latitante, ma questi fugge. Tra i carabinieri c'è il Brigadiere Francesco Patania, vecchia conoscenza di Di Stefano e Cotone. I tre scoprono il corpo del piccolo Santino Pandurra, figlio del pentito Rosario. Il bambino è stato imprigionato nel casolare e poi fatto morire di fame da Partanna. Il metodo di Baratta è "meglio un uovo oggi che una gallina domani", per cui biasima il Tenente Di Stefano che avrebbe potuto catturare subito il latitante e invece non ha colto l'occasione. "Ultimo", in disaccordo coi superiori, agisce secondo i metodi del Nibbio che lo fece crescere sotto la sua ala, ossia il giudice Giorgio Niboli, ucciso da Cosa Nostra. Di Stefano chiede il trasferimento e lascia Cotone e Patania in Sicilia.
Roberto Di Stefano viene trasferito a Roma, alla caserma "Orlando De Tomaso", dove fa subito amicizia con l'Appuntato Domenico Nocelli. Da sette mesi è Capitano, si fa chiamare "Ultimo" e ha condotto brillanti operazioni come la "Stadio Connection" e l'arresto dei fratelli mafiosi Missale, in memoria del Nibbio. Ora decide di prendere su di sé le indagini finora svolte dal Maggior Anselmo sul commercialista di Partanna, il ragioniere Giuseppe Niscemi, che si trova a Roma. Ultimo non ha molti amici nell'Arma, il Maggior Anselmo e il Procuratore Baratta lo ostacolano, però ha molta stima del generale Trani che in alcune situazioni lo aiuta. Per portare a termine il compito, "Ultimo" vuole costituire, con l'aiuto di Nocelli, un gruppo con altri cinque carabinieri, tutti relegati ai margini dell'Arma. Come "Ultimo", ognuno dei sei militari dovrà rinunciare al proprio nome di battesimo, sostituendolo con un nome di battaglia e non far sapere a nessuno gli incarichi o lo scopo della missione. Tra questi, "Ultimo" richiama dalla Sicilia proprio Cotone e Patania.
Nasce ufficialmente Crimor. "Ultimo" e il suo gruppo Crimor composto da Cotone detto Solo, Patania detto Aspide, Nocelli detto Parsifal, il maresciallo Giovanni Giorgio Sarubi detto Ombra, l'appuntato Alfredo Tosello detto Arciere e l'appuntato Tommaso Partino detto Pirata, con l'ausilio di pochi mezzi e l'aiuto del Procuratore Francesca Montanari, anche lei allieva del Nibbio, si mettono al lavoro. Decidono di perseverare sulla pista di Niscemi sebbene il Maggior Anselmo, prima di loro, non vi abbia cavato un ragno dal buco: Niscemi sembra un vicolo cieco.
Ai primi di Agosto, dopo quasi un anno di duro lavoro, gli uomini di Crimor riescono a identificare a Roma il killer Pasquale Corinna detto "Il Pugliese" come uno degli uomini di Partanna, e riescono a catturare Niscemi, salvandolo proprio dal Pugliese che doveva eliminarlo per conto di Partanna. Il Pugliese sfugge alla cattura ma Niscemi, per salvarsi da Partanna, decide di collaborare. Nonostante questo successo, il Crimor perde Parsifal per la leucemia di cui soffriva da anni e gli sforzi fatti per aiutare il gruppo. 
Dopo un rocambolesco inseguimento in cui viene ferito gravemente "Arciere", Crimor arresta anche il braccio destro di Partanna, il Pugliese (che aveva ucciso prima la moglie e il nipote di Niscemi e poi l'altro amico di "Ultimo" il maggiore Fiorentini). La Procura, intanto, spinta da Baratta, cerca di togliere l'incarico a Crimor; prima che questo accada, "Ultimo" decide di prelevare Niscemi dal carcere perché è l'unico in grado di riconoscere il boss dalla sola foto in loro possesso che risale a molti anni prima, fiduciosi del fatto che la prossima domenica, come svelato da Niscemi, Partanna uscirà dal covo per farsi portare a messa. Ma, appena parte l'operazione di cattura guidata da Baratta, "Ultimo" decide di non aspettare più e prelevare subito Niscemi, così il gruppo Crimor riesce a catturare Partanna.
È venerdì 15 gennaio 1993, data che resterà nella storia della lotta alla Mafia.

## Personaggi
- Capitano Roberto Di Stefano, detto "Ultimo" (Raoul Bova)
- Maresciallo Riccardo Fortunato Cotone, detto "Solo" (Ricky Memphis)
- Maresciallo Giovanni Giorgio Sarubbi, detto "Ombra" (Giorgio Tirabassi)
- Appuntato Tommaso Partino, detto "Pirata" (Simone Corrente)
- Brigadiere Francesco Patania, detto "Aspide" (Francesco Benigno)
- Appuntato Alfredo Tosello, detto "Arciere" (Paolo Seganti)
- Appuntato Domenico Nocelli, detto "Parsifal" (Beppe Fiorello)

## Curiosità
- Compare l'attore Giancarlo Giannini, solo in immagini d'archivio nella parte del giudice Giorgio Niboli, conosciuto come il "Nibbio", personaggio di fantasia ispirato al giudice Giovanni Falcone, e che assieme a Paolo Borsellino è una delle vittime di Salvatore Partanna.
- Giorgio Tirabassi e Ricky Memphis interpretano, rispettivamente, Giovanni Sarubbi ("Ombra") e Riccardo Fortunato ("Solo"), ma i nomi dei personaggi saranno cambiati negli altri film della saga. In Ultimo 2 Riccardo Fortunato viene chiamato "Cotone", facendo pensare che "Fortunato" possa essere un secondo nome. Invece in Ultimo 3 Giovanni Sarubbi è chiamato, nella lapide, "Giorgio Sarubi". Inoltre, in una sequenza della prima puntata, la residenza di Giovanni Sarubbi è indicata come la casa di "Riccardo Sarubbi", uno degli errori di questa miniserie.
- Nella prima puntata il Tenente Roberto Di Stefano ("Ultimo"), Riccardo F. Cotone ("Solo") e Francesco Patania ("Aspide") scoprono il corpo del piccolo Santino Pandurra, figlio del pentito Rosario Pandurra, imprigionato e poi fatto morire di fame da Salvatore Partanna. È un riferimento al piccolo Giuseppe Di Matteo rapito nel 1993 e poi strangolato e disciolto nell'acido nel 1996 per ordine di Giovanni Brusca, anche se il suo corpo non è mai stato ritrovato.
- Nella seconda puntata il Pugliese uccide la compagna di Niscemi e un bambino in un cimitero: questo invece è un riferimento al duplice omicidio di Santa Puglisi e del nipote Salvatore Botta avvenuto nell'agosto 1996 nel cimitero di Catania.
- Nella prima puntata Domenico Nocelli alias "Parsifal" (Beppe Fiorello), rivolgendosi al Capitano "Ultimo", fa riferimento a una brillante indagine svolta da "Ultimo", la "Stadio Connection". È un riferimento alla Duomo Connection.
- Nel primo episodio della miniserie, ambientato in Sicilia e poi a Roma tra il giugno 1996 e l'agosto 1997 (date da retrodatare rispettivamente al 1990 e al 1991 secondo le indicazioni di Ultimo 4), si mostra "Ultimo" come Capitano prestante servizio a Roma, quando in realtà, prima di fondare Crimor nel 1990, prestava servizio a Milano nella sezione catturandi dal 1988.
- Fra i molti errori di date e nomi di questa miniserie, uno riguarda la data di nascita e di morte di "Parsifal". All'inizio della prima puntata, Domenico Nocelli (Beppe Fiorello) è indicato esser nato il 20 ottobre 1968. Nella lapide a fine puntata, però, la data di nascita è indicata come 14 gennaio. Inoltre la data di morte, 9 agosto 1998, indica chiaramente che la serie è ambientata nel 1998. Successivamente, però, le date in sovrimpressione riportano come anno il 1997, che è incongruente con tutte le date precedenti: la successione degli eventi indica che la serie si svolge tra il 1996 e il 1998, e porta alla conclusione che è domenica 15 novembre 1998 che Salvatore Partanna viene catturato, anche se viene indicato il 1997. Però le riprese della miniserie furono svolte tra maggio-giugno 1998.
- Errore di data anche per Giovanni Sarubbi alias "Ombra" (Giorgio Tirabassi). Nella prima punta si legge che la sua data di nascita è il 3 agosto 1967. Nella sua lapide in Ultimo 3, però, non solo si chiama "Giorgio Sarubi" ma la data di nascita è il 7 luglio 1963.
- Salvatore Partanna non è altri che Totò Riina: come viene mostrato anni dopo in Ultimo 4, le circostanze dell'arresto sono pressoché le stesse, anche se è diversa la data: Totò Riina fu catturato venerdì 15 gennaio 1993, Salvatore Partanna domenica 15 novembre 1998.
- In Ultimo 4 è detto esplicitamente che la cattura di Salvatore Partanna avviene il 15 gennaio 1993, ma ciò è discordante con tutte le date indicate nelle scritte in sovrimpressione delle due puntate delle prime miniserie, tutte riferenti al biennio 1996-1998, ed è discordante coi personaggi politici mostrati nelle riviste e nei quotidiani, tutti alla ribalta nel biennio '96-'98, e quindi contemporanei alle riprese della serie.
- In realtà date, luoghi e nomi dei vari personaggi sono stati appositamente modificati e cambiati, perché all'epoca della messa in onda della prima serie, erano ancora in corso i  processi.

## La saga
- 1998 - Ultimo
- 1999 - Ultimo - La sfida
- 2004 - Ultimo - L'infiltrato
- 2013 - Ultimo - L'occhio del falco
- 2018 - Ultimo - Caccia ai Narcos